# 腱膜
腱膜是指位附著於肌肉末端的一種筋膜。腱膜由致密結締組織組成。從組織學角度來看，腱膜与肌腱有些類似。另外腱膜跟肌腱一樣可以被拉伸。